# Ellerhoop
Ellerhoop er en by og en kommune i det nordlige Tyskland, beliggende i Amt Rantzau under Kreis Pinneberg. Kreis Pinneberg ligger i den sydlige del af delstaten Slesvig-Holsten.

## Geografi
Ellerhoop ligger omkring 5 km sydøst for Elmshorn. Vandløbet Bilsbek løber gennem kommunen. En del af Statsskov Rantzau ligger i kommunens område.
Arboretum Ellerhoop-Thiensen (de) ligger i kommunen.
Arboretet har årligt omkring 100.000 besøgende 